# Eadmer
Eadmer, ou Edmer, (vers 1060 — 1126 ou après) est un historien anglais, théologien et ecclésiastique. Il est connu comme biographe d’Anselme de Cantorbéry.

## Biographie
Eadmer est un Anglo-Saxon né peu avant la conquête normande de l’Angleterre en 1066. Il devient moine au monastère bénédictin de Christ Church à Cantorbéry, où il fait la connaissance d’Anselme, visitant au même moment l’Angleterre en tant qu’abbé de l’abbaye Notre-Dame du Bec. Le contact est renoué quand Anselme devient archevêque de Cantorbéry en 1093 ; dès ce moment, Eadmer n’est plus seulement le disciple d’Anselme, mais aussi son ami et directeur de conscience, étant officiellement chargé de cet office par le pape Urbain II.
En 1120, il est nommé évêque de Saint Andrews, en Écosse, mais les Écossais ne reconnaissant pas l’autorité du siège de Cantorbéry, il n’est pas consacré, et rapidement, il abandonne toute prétention au siège épiscopal.
Eadmer est l’un des premiers à soutenir dans l'Occident latin la doctrine catholique de l’Immaculée conception de la Vierge Marie quand il défend les traditions populaires dans son De Conceptione sanctæ Mariæ.
Eadmer meurt à une date inconnue, mais vraisemblablement en 1126 ou peu après.

## Œuvres
Eadmer a laissé un grand nombre d’écrits, le plus important d’entre eux étant son Historia novorum, une œuvre qui traite essentiellement de l’histoire de l’Angleterre entre 1066 and 1122. Bien que centrée essentiellement sur les affaires ecclésiastiques, les universitaires considèrent unanimement cette Historia comme l’une des meilleures et plus riches sources en son genre. L’ouvrage a d’abord été publié par John Selden en 1623 et, conjointement avec la Vita Anselmi d’Eadmer, a été rééditée par Martin Rule pour figurer dans  les Rolls Series (en) (Londres, 1884). Richard W. Southern a réédité  la Vita Anselmi en 1963 en version originale avec la traduction en regard, et Geoffrey Bosanquet a traduit le texte de l’Historia Novorum en 1964. L’œuvre faisant toujours autorité sur Eadmer reste le livre de Southern Saint Anselm and His Biographer (en français, Saint Anselme et son biographe).
La Vita Anselmi, publiée autour de 1124, et d’abord imprimée à Anvers en 1551, est probablement la meilleure hagiographie du saint. Moins notables sont les vies de Dunstan de Cantorbéry, saint Bregwin, archevêque de Cantorbéry, et Oswald, archevêque d’York ; ceux-ci sont tous imprimés dans l’Anglia Sacra, part II de  Henry Wharton (1691), où l’on trouve également une liste des écrits d’Eadmer. Les manuscrits de la plupart des œuvres d’Eadmer sont conservés dans la bibliothèque du Corpus Christi College à Cambridge.